# Godinjak
Godinjak falu Horvátországban, Bród-Szávamente megyében. Közigazgatásilag Staro Petrovo Selohoz tartozik.

## Fekvése
Bródtól légvonalban 41, közúton 45 km-re északnyugatra, Pozsegától   légvonalban 17, közúton 32 km-re délnyugatra, községközpontjától 2 km-re északnyugatra, Nyugat-Szlavóniában, a Pozsegai-hegység déli lejtői alatt, az Újgradiskát Bróddal összekötő főút mentén fekszik.

## Története
A település a 18. század közepén keletkezett, amikor a Pozsegai-hegység déli lejtőin fekvő falvak lakossága az újonnan épített főút mellé települt át. 1760-ban 18 házában 37 család élt 166 fővel. 1766-ban a staro petrovo seloi plébánia része lett, ekkor már állt egy fakápolna a településen. 
Az első katonai felmérés térképén „Gunievacz” néven található. A gradiskai ezredhez tartozott. Lipszky János 1808-ban Budán kiadott repertóriumában „Gunyavczi” néven szerepel. Nagy Lajos 1829-ben kiadott művében „Gunyavczi” néven 53 házzal, 290 katolikus vallású lakossal találjuk. A katonai közigazgatás megszüntetése után 1871-ben Pozsega vármegyéhez csatolták. A 19. század végén és a 20. század elején az Osztrák-Magyar Monarchia csehországi területéről cseh anyanyelvű családok vándoroltak be.
1857-ben 345, 1910-ben 588 lakosa volt. Az 1910-es népszámlálás szerint lakosságának 81%-a horvát, 11%-a cseh anyanyelvű volt. Pozsega vármegye Újgradiskai járásának része volt. Az első világháború után 1918-ban az új szerb-horvát-szlovén állam, majd később (1929-ben) Jugoszlávia része lett. A település 1991-től a független Horvátországhoz tartozik. 1991-ben lakosságának 96%-a horvát nemzetiségű volt. 2011-ben 664 lakosa volt, akik mezőgazdasággal, szőlőtermesztéssel, állattartással foglalkoztak.

## Lakossága
| Lakosság változása | Lakosság változása | Lakosság változása | Lakosság változása | Lakosság változása | Lakosság változása | Lakosság változása | Lakosság változása | Lakosság változása | Lakosság változása | Lakosság változása | Lakosság változása | Lakosság változása | Lakosság változása | Lakosság változása | Lakosság változása |
| ------------------ | ------------------ | ------------------ | ------------------ | ------------------ | ------------------ | ------------------ | ------------------ | ------------------ | ------------------ | ------------------ | ------------------ | ------------------ | ------------------ | ------------------ | ------------------ |
| 1857               | 1869               | 1880               | 1890               | 1900               | 1910               | 1921               | 1931               | 1948               | 1953               | 1961               | 1971               | 1981               | 1991               | 2001               | 2011               |
| 345                | 322                | 330                | 469                | 514                | 588                | 567                | 647                | 818                | 848                | 866                | 820                | 760                | 755                | 745                | 664                |

## Nevezetességei
Szent Lukács evangélista tiszteletére szentelt római katolikus kápolnája a staro petrovo seloi Szent Antal plébánia filiája. A kápolna 1898-ban épült az előzőleg lebontott, a 19. század közepéről származó kápolna helyén. Istentiszteletet csak október 18-án Szent Lukács ünnepén tartanak benne.